# Daft Punk Unchained
Pour plus de détails, voir Fiche technique et Distribution.
Daft Punk Unchained est un documentaire français réalisé par Hervé Martin-Delpierre, sorti en 2015.

## Synopsis
Le documentaire revient sur les 20 ans de carrière de Daft Punk,et met en lumière les moments clefs de leur histoire, depuis leur premier groupe de lycée à Paris jusqu’à leur triomphe à Los Angeles où ils ont remporté cinq Grammy Awards pour leur album Random Access Memories en 2014.Entre fiction et réalité, magie et secrets, théâtralité et humilité, les deux Français Thomas Bangalter et Guy-Manuel de Homem-Christo ont créé un univers artistique unique. Tout au long de leur carrière, ils ont choisi de maitriser sans relâche chaque maillon de leur chaîne créative. Le film met en lumière les moments clefs de leur histoire, A travers leur posture - à contre-courant de notre société du paraître - les Daft Punk nous interrogent sur la quête d'indépendance et de liberté de deux créateurs, et sur notre propre rapport à l'image, aux médias, et à la célébrité. A l'heure de la mondialisation et de l'explosion des réseaux sociaux, ils refusent d'afficher leur vrai visage et orchestrent avec précision chacune de leurs apparitions en robots.

## Fiche technique
Sauf indication contraire, les informations mentionnées dans cette section peuvent être confirmées par la base de données cinématographiques IMDb,  présente dans la section « Liens externes ».
- Titre original : Daft Punk Unchained
- Réalisation : Hervé Martin-Delpierre
- Scénario : Hervé Martin-Delpierre et Marina Rozenman
- Production : Jean-Louis Blot et Patrice Gellé
- Société de production : BBC Worldwide Productions, avec la participation de Canal+
- Société de distribution : Universal
- Pays d'origine :  France
- Langue originale : anglais, français
- Format : couleur
- Genre : documentaire musical
- Durée : 85 minutes
- Dates de sortie[3] : 
  -  France : 24 juin 2015 (diffusion sur Canal+)
  -  France : 24 novembre 2015 (DVD et Blu-ray[4])
    -  France : 23 septembre 2017, 28 avril 2018 (diffusion sur CSTAR)
    -  France : 25 février 2021, 20 décembre 2022 (diffusion sur Culturebox)

## Distribution
- Thomas Bangalter
- Guy-Manuel de Homem-Christo
- Todd Edwards
- Tony Gardner
- Michel Gondry
- Peter Lindbergh
- Leiji Matsumoto
- Giorgio Moroder
- Nile Rodgers
- Pete Tong
- Joseph Trapanese
- Kanye West
- Paul Williams
- Pharrell Williams
- Pedro Winter

## Production

### Genèse et développement
Le documentaire nous plonge dans l’univers du duo masqué. Malgré l’absence des deux principaux protagonistes, cela n’empêche pas le spectateur de découvrir (ou de redécouvrir) des extraits vocaux des interviews données à des radios de Daft Punk (de 1996 à 2013), des archives rares et des témoignages exclusifs de leurs amis et proches collaborateurs où on retrouvera Pharrell Williams, Nile Rodgers, Giorgio Moroder, Kanye West, Michel Gondry, Paul Williams, Peter Lindbergh, Todd Edwards, Leiji Matsumoto, Tony Gardner, Pedro Winter et Pete Tong.

### Tournage
Le long-métrage a nécessité deux ans de production et a eu lieu à Los Angeles, New York, Tokyo et Paris,

## Critique
Stéphane Jourdain, du site Slate.fr, regrette que le documentaire soit « peu fourni en archives inédites [...] Et on ne perce pas le mystère Homework. Comment deux jeunes blancs becs de vingt balais à peine ont mis au monde “dans une chambre d’enfant” l’un des albums les plus marquants de l’histoire de la dance music ? On ne sait pas. ». Le journaliste déplore par ailleurs qu'aucun problème ne soit évoqué :  « Toutes les questions qui fâchent sont évacuées. Au cours de ces vingt années d’existence communes, les Daft se sont-ils brouillés ? Ont-ils été tentés de se séparer ? Le docu ne le dit pas ». Par ailleurs, il remarque que la plupart des célébrités interviewées « parlent plus d’elles que des Daft Punk », alors que certaines personnes auraient dû être mises davantage en avant.